# Сюткюль (присілок)
Сюткю́ль (рос. Сюткюль, чув. Çуткÿл) — присілок у Чувашії Російської Федерації, у складі Тораєвського сільського поселення Моргауського району.
Населення — 123 особи (2010; 170 в 2002, 329 в 1979; 139 в 1939, 293 в 1926, 263 в 1906, 254 в 1858, 451 в 1795).

## Історія
Історичні назви — Ачкас, Анчекаси, Анчикаси (до 11 липня 1924 року), Сут-Куле. До 1866 року селяни мали статус державних, займались землеробством, тваринництвом, виробництвом борошна. У кінці 19 століття діяв вітряк. 1930 року утворено колгосп «Схід». До 1927 року присілок перебував у складі Тораєвській волості Ядрінського повіту. 1927 року присілок переданий до складу Ядрінського, 1929 року — до складу Татаркасинського, 16 січня 1939 року — до складу Сундирського, 17 березня 1939 року — до складу Совєтського, 1956 року — до складу Моргауського, 14 липня 1959 року — до складу Аліковського, 1 жовтня 1959 року — повернуто до складу Сундирського, 1962 року — до складу Ядрінського, 1964 року — повернутий до складу Моргауського району. 1964 року приєднано присілок Наржі.

## Господарство
У присілку діють фельдшерсько-акушерський пункт, клуб, бібліотека та магазин.